# 陳珣
陳珣，字特庵，贵州施秉人，清政治人物、進士出身。

## 生平
康熙三十三年（1695年）甲戌科進士，三甲一百十七名，后由廣東知縣行取監察御史，至大理寺少卿。著有《施秉縣志》、《百尺樓稿》。